# دائرة قانونية (بيخار)
الدائرة القانونية في بيخار (بالإسبانية: Partido judicial de Béjar)‏ هي دائرة قانونية تابعة لمقاطعة سلامنكا في منطقة الحكم الذاتي قشتالة وليون في إسبانيا. وتقع في الجنوب الشرقي للمقاطعة، وتُعد الدائرة القانوية رقم 4 في سلامنكا. وتُعتبر بيخار مركزها السكاني الرئيسي.